# Grégoire Maret
Grégoire Maret, född 13 maj 1975 i Genève, Schweiz, är en jazzmusiker. Hans instrument är munspel.
Hans pappa är schweizisk och hans mamma är amerikansk. Maret började sin musikkarriär som munspelare vid 17 års ålder. Han blev tilldelad ett stipendium år 1994 från Collège de Saussure i Genève.
Maret började på Superior Conservatory of Music i Genève efter high school. 1995 tog han beslutet att slutföra sina munspelsstudier vid Jazz Department of New School University. 1998 tog han sin examen med Bachelors of Fine Arts Degree. 
Grégoire Maret har en lång rad av konserterfarenheter. Mellan 1995 och 1999 spelade han i Grégoire Maret-Leo Tardin Quartet och har delat scen med kända artister som Reggie Workman, Charles Tolliver, Charles Fambrough, Patato Valdez, Max Roach, Tito Puente, Duke Ellington Orchestra, Pete Sims och Ray Brown. 
Under dessa dagar, dock att han är bosatt i New York, kan Maret ses framräda och spela in med berömda artister som Cassandra Wilson, Charlie Hunter Group, Steve Coleman, Meshell Ndegeocello, Terri Lyne Carrington och Ravi Coltrane. För närvarande är han medlem i Jimmy Scott Sextet och Jacky Terrasson Quintet.
Som musiker har han spelat in med David Sanborn, Steve Coleman, Jimmy Scott, Jacky Terrasson, John Hicks, Idris Muhammad, Onaje Allan Gumbs, Mino Cinelu, Anita Baker, Jack DeJohnette, Bebel Gilberto, Marcus Miller och George Benson. År 2003 gick Maret med i Pat Metheny Group.